# شان هود
شان هود (انگلیسی: Sean Hood؛ زادهٔ ۱۳ اوت ۱۹۶۶) یک فیلم‌نامه‌نویس اهل ایالات متحده آمریکا است.